# NOD様受容体

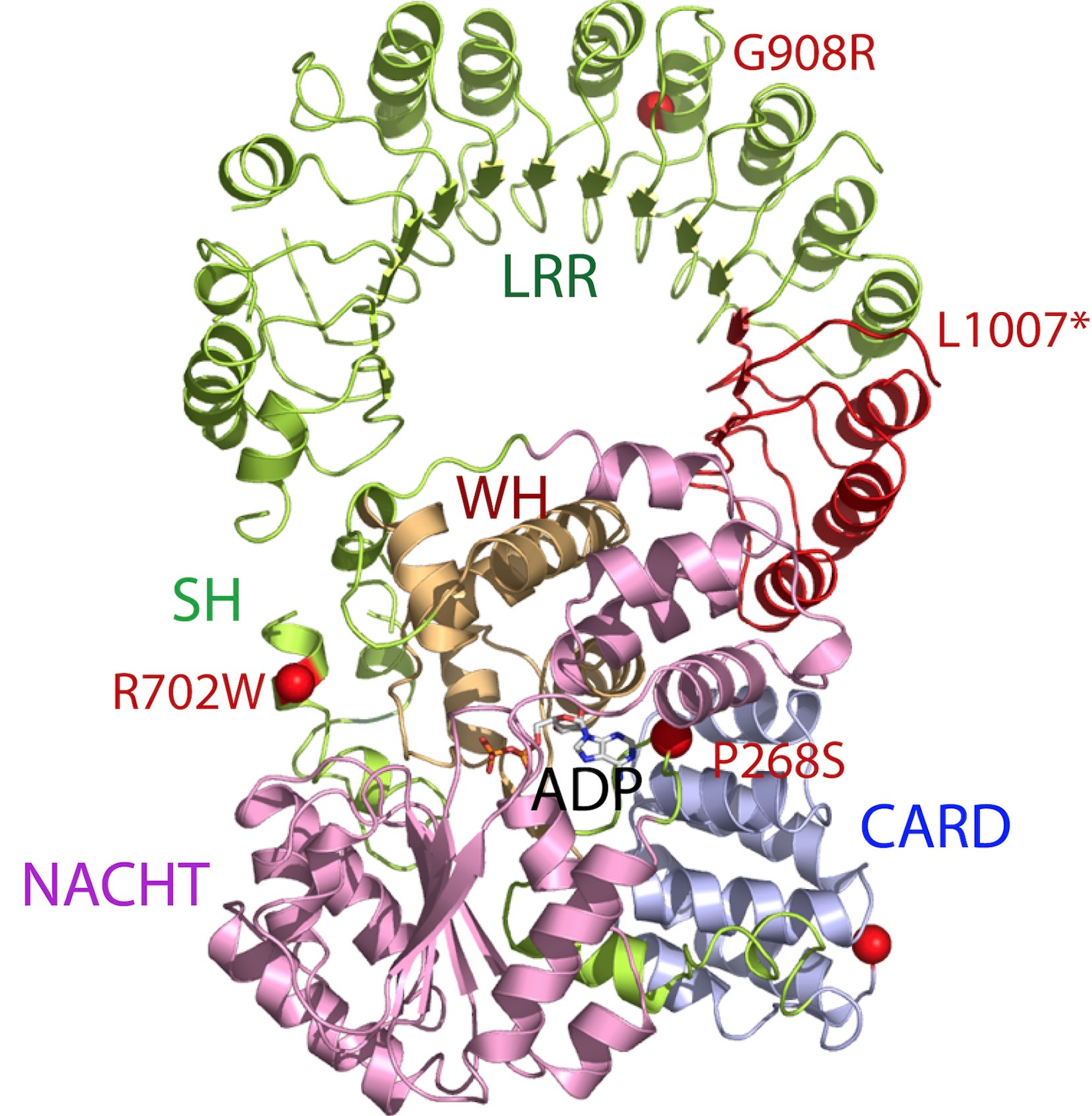
ヒトのNOD様受容体の1つであるNOD2の構造とドメイン構成。

NOD様受容体（英: nucleotide-binding oligomerization domain (NOD)-like receptors、略称: NLR）は、食作用または細胞膜に形成されたポアを介して細胞内へ進入した病原体関連分子パターン（PAMP）や、細胞のストレスと関連したダメージ関連分子パターン（DAMP）に対する細胞内センサー分子である。これらの受容体はパターン認識受容体（PRR）の一種であり、自然免疫応答の調節に重要な役割を果たしている。NLRはToll様受容体（TLR）と協働し、炎症応答やアポトーシスを調節している。 
NLRは主にグラム陽性菌を認識するのに対し、TLRは主にグラム陰性菌を認識する。NLRはリンパ球、マクロファージ、樹状細胞に存在し、また上皮細胞など免疫細胞以外にも存在している。NLRは進化の過程で高度に保存されており、相同性がみられるタンパク質はAPAF1のように多くの動物種で発見されているだけでなく、抵抗性タンパク質（Rタンパク質）のように植物界にも存在している。

## 構造
NLRには3つのドメインが存在し、中央部のNACHTドメイン（NODドメイン、NBDドメイン、ヌクレオチド結合ドメインとも）は全てのNLRに共通である。また、大部分のNLRはC末端にロイシンリッチリピート（LRR）を有し、そしてN末端に多様な相互作用ドメインを有する。NACHTドメインはATP依存的な自己オリゴマー化を媒介し、LRRはリガンドを検知する。N末端ドメインはホモタイプなタンパク質間相互作用を媒介し、CARD、パイリンドメイン（PYD）、酸性トランス活性化ドメイン、またはBIRドメインから構成される場合がある。

## 命名法
NLRファミリーのメンバーを記載するためにさまざまな名称が用いられてきたが、2008年にHUGO遺伝子命名法委員会によって命名法が統一され、ファミリーの名称はNLR（nucleotide-binding domain and leucine-rich repeat containing）と指定された。
このシステムでは、NLRはN末端ドメインの種類に基づいて4つのサブファミリーに分類される。
- NLRA（酸性トランス活性化ドメイン）: CIITA（英語版）
- NLRB（BIRドメイン）: NAIP（英語版）
- NLRC（CARD）: NOD1（英語版）, NOD2（英語版）, NLRC3（英語版）, NLRC4, NLRC5（英語版）
- NLRP（PYD）: NLRP1, NLRP2（英語版）, NLRP3, NLRP4（英語版）, NLRP5（英語版）, NLRP6（英語版）, NLRP7（英語版）, NLRP8（英語版）, NLRP9（英語版）, NLRP10（英語版）, NLRP11（英語版）, NLRP12（英語版）, NLRP13（英語版）, NLRP14（英語版）[7]

また、どのN末端ドメインとも相同性を持たないNLRXサブファミリーも存在する。このファミリーに属するメンバーはNLRX1である。
一方で、NLRは系統学的関係に基づいて3つのサブファミリーに分類される場合もある。
- NODs: NOD1, NOD2, NOD3 (NLRC3), NOD4 (NLRC5), NOD5 (NLRX1), CIITA
- NLRPs（NALPsとも）: NLRP1, NLRP2, NLRP3, NLRP4, NLRP5, NLRP6, NLRP7, NLRP8, NLRP9, NLRP10, NLRP11, NLRP12, NLRP13, NLRP14
- IPAF: IPAF (NLRC4), NAIP[9]

## NODsサブファミリー
NODsサブファミリーは、CARDドメインを有するNOD1、NOD2、NOD3、NOD4、酸性トランスアクチベータードメインを有するCIITA、N末端ドメインを持たないNOD5から構成される。

### シグナル伝達
このサブファミリーの受容体で詳細な記載がなされているのは、NOD1とNOD2である。リガンドの認識によって、NACHTドメインのオリゴマー化、そしてCARDを有するセリン/スレオニンキナーゼであるRIP2とのCARD-CARD間相互作用が引き起こされ、RIP2が活性化される。RIP2はTAK1のリクルートを媒介し、TAK1はIκBキナーゼをリン酸化して活性化する。IκBキナーゼの活性化によってIκBのリン酸化が引き起こされ、NF-κBの放出と核移行が生じる。その後、NF-κBは炎症性サイトカインの発現を活性化する。NOD2の変異はクローン病やブラウ症候群と関連している。

### リガンド
NOD1やNOD2は、N-アセチルグルコサミンやN-アセチルムラミン酸から構成される細菌細胞のペプチドグリカンを認識する。これらの糖鎖はペプチド鎖によって架橋されており、NODsによって検知される。NOD1は主にグラム陰性菌（ピロリ菌Helicobacter pyloriや緑膿菌Pseudomonas aeruginosaなど）にみられるmeso-ジアミノピメリン酸（meso-DAP）を認識する。NOD2は細胞内のムラミルジペプチドを検知し、この分子は肺炎球菌Streptococcus pneumoniaeや結核菌Mycobacterium tuberculosisなどの細菌に典型的にみられる。

## NLRPs・IPAFサブファミリー
NLRPsサブファミリーにはNLRP1からNLRP14が含まれ、これらはPYDドメインの存在によって特徴づけられる。IPAFサブファミリーには2種類のメンバーが存在し、IPAFがCARDドメインを有するのに対し、NAIPはBIRドメインを有する。

### シグナル伝達
NLRPs・IPAFサブファミリーはインフラマソームの形成に関与している。最もよく特性解析がなされているのはNLRP3インフラマソームであり、PAMPやDAMPによる活性化に伴ってオリゴマー化が引き起こされる。NLRのPYDはPYD-PYD間相互作用によってアダプタータンパク質ASC (PYCARD)に結合する。ASCにはPYDとCARDが存在し、CARDを介して不活性型のカスパーゼ-1とNLRを連結する。これら全てのタンパク質間相互作用によってインフラマソームと呼ばれる複合体が形成される。カスパーゼ-1前駆体がインフラマソームへ集合することで、自己切断と活性型酵素の形成が引き起こされる。カスパーゼ-1は炎症性サイトカインIL-1βやIL-18のプロセシングに重要である。NLRP3の変異は、自己炎症性疾患である家族性寒冷自己炎症性症候群やマックル・ウェルズ症候群の原因となる。

### リガンド
詳細な特性解析がなされているインフラマソームは、NLRP1、NLRP3、IPAFである。NLRP3インフラマソームの形成は、微生物が産生する毒素（黄色ブドウ球菌Staphylococcus aureusのα毒素など）に代表されるPAMPや病原体全体（カンジダ・アルビカンスCandida albicans、出芽酵母Saccharomyces cerevisiae、センダイウイルス、インフルエンザウイルスなど）によって活性化される。NLRP3は細胞内のストレスを示すDAMPも認識する。細胞外のATPやグルコース、尿酸ナトリウム結晶、ピロリン酸カルシウム、ミョウバン、コレステロールや環境刺激物（シリカ、アスベスト、紫外線照射や皮膚刺激性物質）が危険因子となる場合がある。こうした因子の存在下では活性酸素種の産生とK+の排出が引き起こされ、NLRP3インフラマソームが活性化される。NLRP1は炭疽菌Bacillus anthracisの致死因子やムラミルジペプチドを認識する。IPAFはサルモネラ・ティフィムリウムSalmonella Typhimurium、緑膿菌、リステリア・モノサイトゲネスListeria monocytogenesのフラジェリンを検知する。